# Claude Martin
Claude Martin (francès: Claude Auguste Louis Martin)  (17è districte de París, 6 de febrer de 1930 - Chambellay, 5 de desembre de 2017) fou un remer francès que va competir durant la dècada de 1950.
El 1952 va prendre part en els Jocs Olímpics d'Estiu de Hèlsinki, on quedà eliminat en sèries en la prova del quatre amb timoner del programa de rem. Als Jocs de Roma de 1960 guanyà la medalla de plata en la prova del quatre amb timoner, formant equip amb Robert Dumontois, Jacques Morel, Guy Nosbaum i Jean Klein.
En el seu palmarès també destaquen tres medalles al Campionat d'Europa de rem, d'or el 1953, de plata el 1954 i de bronze el 1955, així com una medalla d'or als Jocs del Mediterrani de 1955.
Una vegada retirat es va dedicar a la política. Va ser diputat de la UDR per París de 1968 a 1973, conseller regional i novament diputat del RPR per París de 1978 a 1981. També va ser conseller de París i primer tinent d'alcalde de l'11è districte (1983-1995).